# Karl Salomo Zachariä
 (mars 2020).
Si vous disposez d'ouvrages ou d'articles de référence ou si vous connaissez des sites web de qualité traitant du thème abordé ici, merci de compléter l'article en donnant les références utiles à sa vérifiabilité et en les liant à la section « Notes et références ».
Karl Salomo Zachariä von Lingenthal, né à Meissen le 14 septembre 1769 et mort à Heidelberg le 27 mars 1843, est un juriste allemand.

## Biographie
Après des études de philosophie, d'histoire, de mathématiques et de jurisprudence à l'université de Leipzig, il est précepteur puis professeur à l'université de Wittenberg à partir de 1792, puis professeur à l'université de Heidelberg de 1807 à 1843. Il est anobli en 1842. Il est l'auteur d'un très grand nombre d'ouvrages sur tous les aspects du droit. Le dernier d'entre eux, Vierzig Bücher vom Staate, a été comparé à L'Esprit des lois de Montesquieu. Pour une partie de la doctrine juridique, ce juriste est cité comme étant l'inspirateur de la théorie juridique du patrimoine, élaborée par Aubry et Rau.

## Principaux ouvrages
- Die Einheit des Staats und der Kirche mit Rücksicht auf die Deutsche Reichsverfassung (1797)
- Versuch einer allgemeinen Hermeneutik des Rechts (1805)
- Die Wissenschaft der Gesetzgebung (1806)
- Das Staatsrecht der Rheinischen Bundesstaaten und das Rheinische Bundesrecht erläutert in einer Reihe Abhandlungen (1810)
- Handbuch des Französischen Civilrechts (3 volumes, 1827). La 5e édition de 1839 a été traduite en français par Aubry et Rau, sous le titre Cours de droit civil français (3 volumes, 1837-1847 ; 1850), puis sous le titre Le Droit civil français (5 volumes, 1854-1860).
- Vierzig Bücher vom Staate (7 volumes, 1839-1843)